# Antonio Palocci

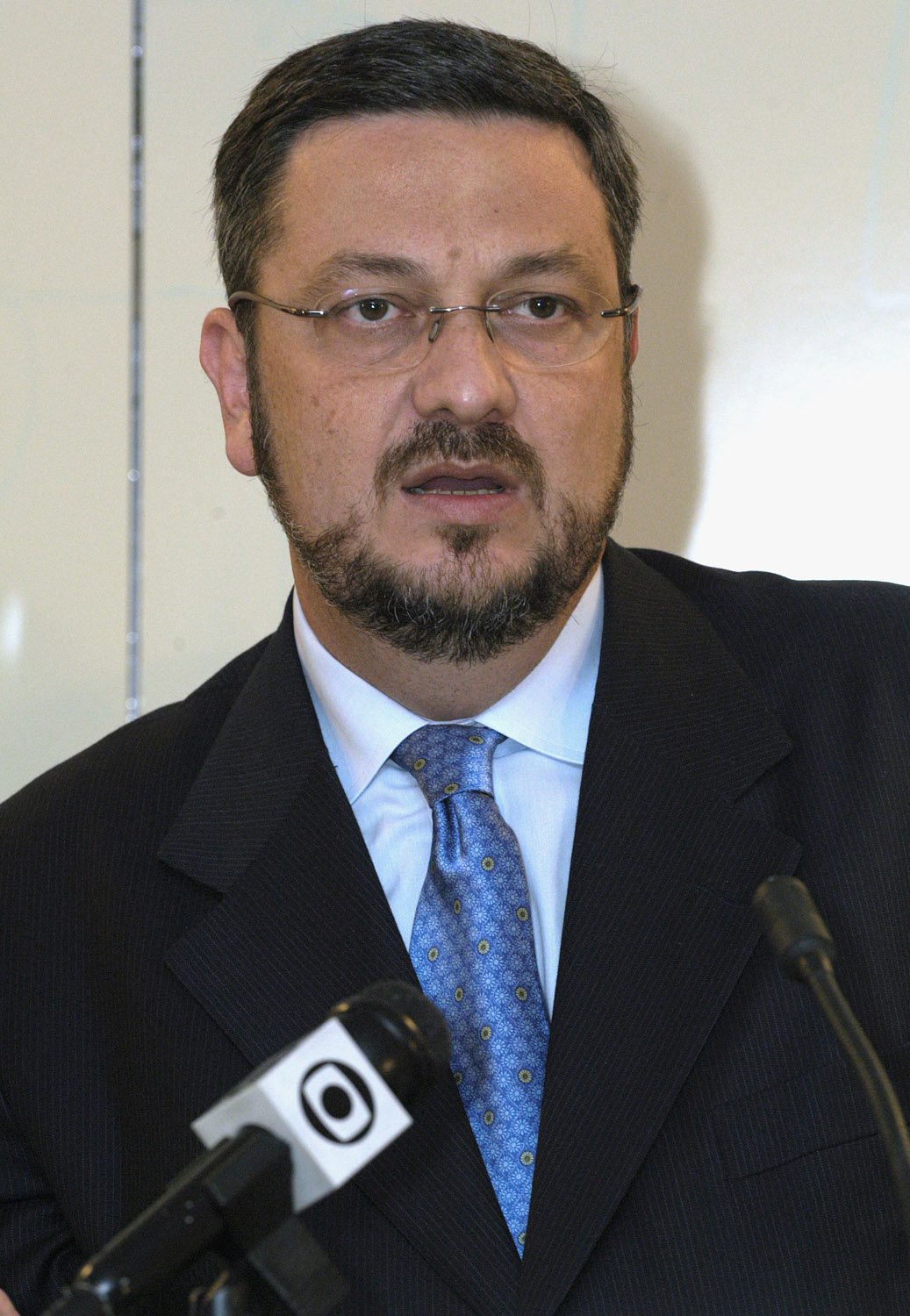
Antonio Palocci (2004)

Antonio Palocci (* 4. Oktober 1960 in Ribeirão Preto, São Paulo) ist ein brasilianischer Politiker des Partido dos Trabalhadores. Er war Abgeordneter, Finanzminister und Kabinettchef. 

## Leben
Palocci hat einen Abschluss in Medizin auf der Universität von São Paulo. Er war vom 1. Januar 2003 bis zum 27. März 2006 Finanzminister seines Landes im Kabinett von Luiz Inácio Lula da Silva. Im Zuge des Mensalão-Skandals erklärte sein Haushälter, den Minister bei Geldübergaben und Feiern mit Prostituierten gesehen zu haben. Ohne juristische Grundlage brach das Ministerium das Bankgeheimnis des Haushälters und ein Wochenmagazin veröffentlichte daraufhin die Information, der Haushälter sei von der Opposition bestochen worden, um den Finanzminister zu belasten. Gleichzeitig leitete das Ministerium einen Geldwäscheprozess gegen den Haushälter in die Wege. Daraufhin stellte sich heraus, dass der für den Artikel zuständige Reporter der Sohn eines Beraters des Ministers ist und die Konten des Haushälters die Vorwürfe nicht bestätigten. Präsident Lula entließ den Minister.
Palocci war von 2006 bis 2010 Abgeordneter im brasilianischen Parlament.
Unter Dilma Rousseff bekleidete er das Amt des Kabinettschefs. Von diesem Posten trat er am 7. Juni 2011 wegen Vorwürfen der illegalen Bereicherung zurück, obwohl die Generalstaatsanwaltschaft das Verfahren gegen ihn am selben Tag einstellte. Laut den Anschuldigungen soll er sein Vermögen während seiner Abgeordnetenzeit verzwanzigfacht haben.